# Retroscripting
Retroscripting — это термин, означающий написание сценария по импровизированному материалу в кинематографе, а на телевидении — перезапись диалогов.

## Кинематограф
Начальный сценарий содержит основу сюжета и оставляет диалоги намеренно расплывчатыми для того, чтобы актёры использовали импровизацию. Затем составляется окончательный сценарий, на основе полученного материала. Retroscripting добавляет в диалоги реализм и усиливает образы персонажей. Современные примеры телевизионных шоу, где используется такая техника, включают Домашнее видео, Спасибо за покупку, Доктор Кац, Aqua Teen Hunger Force, Умерь свой энтузиазм, Гриффины, Парни из Трейлер Парка, Рино 911!, Summer Heights High и Outsider’s Inn, а также фильмы Кристофера Геста. Частично Retroscripting может содержаться во В лучах славы, небольших фрагментах S.W.A.T. Спецназ города Ангелов, Black and White и некоторых фильмах Роберта Олтмена.

## Телевидение
Retroscripting также может относиться к практике перезаписи начальных или не подготовленных заранее диалогов во время программы. Применяется данная техника в следующих случаях:
- Для того, чтобы сделать эпизод более актуальным, выделив последние новости и скандалы.
- Для цензуры потенциально опасного текста. Один из эпизодов сериала Отчаянные домохозяйки подвергся цензуре, в связи с кончиной Папы Римского. Строка была переозвучена с «You have to hand it to the Catholics. They know how to do grief better than anyone» на «You have to hand it to Gabby and Carlos. They know how to do grief better than anyone».
- Если у актёра возникают трудности с текстом. В в одном из эпизодов сериала Звёздный путь, по словам Уильяма Шетнера, у его партнёра Дефореста Келли были проблемы с произношением имени инопланетянина «Гумато». Келли всё время говорил «Мугато», именно так в конечном итоге монстр и был назван официально.